# Ettore Caffaratti
Ettore Caffaratti (12 de maio de 1886 -  9 de janeiro de 1969) foi um adestrador e oficial italiano, medalhista olímpico. 

## Carreira
Ettore Caffaratti representou seu país nos Jogos Olímpicos de 1920, na qual conquistou a medalha de prata no CCE por equipes, e bronze no individual, e saltos por equipes. 